# Katharine Weber
Pour les articles homonymes, voir Weber.
Née en 1955 à New York, Katharine Weber s’est tout d’abord fait connaître en écrivant des articles et nouvelles pour des journaux américains réputés. Elle publie son premier roman, Objects in Mirror Are Closer Than They Appear en 1995, ce qui lui valut d’être nommée parmi les cinquante meilleurs jeunes écrivains américains par le magazine Granta en 1996. Les trois romans qui suivirent, The Music Lesson (publié en français sous le titre Jeune femme au luth), The Little Women et Triangle, furent tous accueillis avec enthousiasme par les journalistes de la section littéraire du New York Times. The Little Women et Triangle faisaient d’ailleurs partie des romans finalistes du prix Paterson. Katharine Weber a par ailleurs dirigé un cours de création littéraire à l'Université Yale et est aujourd’hui maître de thèse à l’université Columbia.

## Publications en français
- Jeune femme au luth, Les Éditions du Sonneur, 2008

## Publications en anglais (États-Unis)
- Objects in Mirror Are Closer Than They Appear, Picador, 1996
- The Music Lesson, Picador, 2000
- The Little Women, Picador, 2004
- Triangle, Picador, 2007